# Тополевка (Казахстан)
То́полевка (каз. Тополевка) — село у складі Саркандського району Жетисуської області Казахстану. Входить до складу Єкіашинського сільського округу.
Населення — 313 осіб (2021; 387 у 2009, 507 у 1999, 561 у 1989).